# Chahinez Nasri
Chahinez Nasri (sinh ngày 3 tháng 6 năm 1996) là một tay đua người Tunisia. Cô đã tham gia cuộc thi đi bộ 20 km nữ tại Thế vận hội mùa hè 2016.